# ستار أكاديمي 6
انطلق الموسم السادس في 20 فبراير 2009 وانتهى في 12 يونيو 2009 بفوز عبد العزيز عبد الرحمن من السعودية بنسبة تصويت 50.03%، وبسمة بوسيل من المغرب بنسبة 26.16%، إبراهيم دشتي من الكويت بنسبة 19.55%، وميشيل قزي من لبنان في بنسبة 4.03%.
وصل عدد المتسابقين في هذا الموسم إلى 20 متسابقا، 12 شابا و8 فتيات.
| المركز | المتسابق              | البلد    |
| ------ | --------------------- | -------- |
| 1      | عبد العزيز عبد الرحمن | السعودية |
| 2      | بسمة بوسيل            | المغرب   |
| 3      | إبراهيم دشتي          | الكويت   |
| 4      | ميشال قزي             | لبنان    |
| 5      | لارا إسكندر           | مصر      |
| 6      | محمد باش              | سوريا    |
| 7      | تانيا نمر             | لبنان    |
| 8      | يحيى صويص             | الأردن   |
| 9      | آية عبد الرؤوف        | مصر      |
| 10     | زاهر زورقاتي          | تونس     |
| 11     | ناصر أبو لافي         | الأردن   |
| 12     | ديالا عودة            | فلسطين   |
| 13     | خولة بن عمران         | المغرب   |
| 14     | ميشيل رميح (انسحاب)   | لبنان    |
| 15     | محمد سراج             | مصر      |
| 16     | ناظم عز الدين         | لبنان    |
| 17     | ايناس الأسود          | تونس     |
| 18     | نورة العميري          | الكويت   |
| 19     | متعب الفهد            | السعودية |
| 20     | جابر التركي           | البحرين  |

## الأساتذة
| الأستاذ      | تخصصه                                                                             |
| ------------ | --------------------------------------------------------------------------------- |
| ماري محفوض   | أستاذة فوكاليز وتمرين صوت                                                         |
| فؤاد فاضل    | أستاذ صوت وقائد اوركسترا                                                          |
| وديع ابي رعد | استاذ تمارين صوتية ومدرب للطلاب على آداء أغانيهم                                  |
| ميشيل فاضل   | عازف بيانو يرافق الطلاب في سهرات البرايم                                          |
| أليسار كركلا | مصممه رقص ومدربة للطلاب                                                           |
| ميشيل جبر    | استاذ في الإخراج المسرحي يدرب الطلاب على طريقة الوقوف على المسرح والخروج من الذات |
| جورج عساف    | مدرب رياضة لصقل أجسام الطلاب                                                      |